# 早川京美
早川 京美（はやかわ きょうみ、2000年10月9日 - ）は、日本の女子バレーボール選手である。

## 来歴
愛知県安城市出身。小学校時代は安城北ラビッツに所属し、石川真佑とチームメイトであった。
岡崎学園高等学校（現・人間環境大学附属岡崎高等学校）では2018年の全国高等学校総合体育大会（インターハイ）で優秀選手を受賞。
筑波大学在学中の2023年2月、V.LEAGUE Division2所属のブレス浜松への入団内定が発表された。チームメイトの若泉佳穂に続く最優秀新人賞を目標として2023-24シーズンに臨み、総得点4位・サーブレシーブ成功率3位の成績を残し、目標としていた最優秀新人賞を受賞した。
2025年の第73回黒鷲旗では決勝戦で母校の筑波大学に敗れ準優勝に終わったが、自身は敢闘賞とベスト6を受賞した。

## 人物
2023年からサーラE&L浜松株式会社で勤務している。

## 受賞歴
- 2018年 - 全国高等学校総合体育大会 優秀選手
- 2024年 - 2023-24 V.LEAGUE DIVISION2 WOMEN 最優秀新人賞
- 2025年 - 第73回黒鷲旗 敢闘賞・ベスト6

## 所属チーム
- 岡崎学園高等学校（2016-2019年）
- 筑波大学（2019-2023年）
- ブレス浜松（2023年-）